# Émile Bernard
Émile Bernard (Lille, 1868. április 28. – Párizs, 1941. április 16.) francia festő, grafikus és szobrász, művészeti teoretikus, regényíró. A 19-20. század fordulóján a modern művészetek legszínesebb egyénisége, már az 1880-as években érzékelte azt a nagy változást, amely a nyugat-európai művészetben végbement. A szintetizmus megalapítója, melyet ő először cloisonizmusnak nevezett. Paul Gauguinnel működött együtt a Pont-aveni iskolában. Írásai, levelezése Vincent van Gogh, Paul Gauguin, Paul Cezanne munkásságának értékes művészettörténeti forrásai.

## Életpályája
Emile Bernard atyja textilipari vállalkozó volt, a család a gyermek Bernard 10 éves korában Párizsba költözött. Emile Bernard már 1884-ben Fernand Cormon akadémista festő iskolájában tanult, itt találkozott későbbi híres festőkkel, Louis Anquetin, Henri de Toulouse-Lautrec. 1886-ban kizárták a festőiskolából, mert a művészetről az iskoláétól igen különböző nézeteket kezdett hangoztatni. Párizsból Normandiába, majd Bretagne-ba utazott. A bretagne-i Concarneau lett munkásságának színhelye, itt Emile Schuffenecker látta el ajánlólevéllel, amellyel Pont-Aven-be utazott, éppen oda, ahol Gauguin is alkotott, de nem kerültek mindjárt kapcsolatba, majd 1886-87-es párizsi téli találkozásuk után.
1886-87 telén találkozott Vincent van Gogh-gal is. 1888-ban alakult ki termékeny együttműködés Émile Bernard és Paul Gauguin közt, ez folytatódott Párizsban is 1889-ben, eljutottak a szimbolizmus festészeti megalapozásához, melyet ekkor még cloisonizmusnak nevezett Bernard a párizsi Revue indépendantee-ben, közben Van Gogh-gal is levelezést folytatott. Számos festő csatlakozott a Pont-aveni iskolához (Louis Anquetin, Paul Sérusier stb.) első sikeres kiállításukat 1889-ben a párizsi világkiállítás területén lévő Volpini kávéházban rendezték meg.
1890-ben Van Gogh halála számos festőt megrendített, köztük Emile Bernard-t, Paul Gauguint is, ekkor véget is ért Bernard és Gauguin barátsága, Bernard úgy érzékelte, hogy Gauguin kisajátította és hasznosította Bernard művészetelméletét. 1890-ben Bernard szakított a Pont-aveni iskolával, majd a Nabis művészcsoport körével tartott kapcsolatot.
Az 1890-es évek első felében mecénások (köztük Theo van Gogh) segítségével olaszországi és egyiptomi utat tett. Hazajőve 1904. februárjában Aix-en-Provence-ban Paul Cezanne barátságát élvezte. Egy hónapos látogatásának élményeit és tanulságait Cézanne halálát (1906) követően rövid megemlékezés formájában 1906-ban tette közzé, majd bővebben, könyv formájában 1912-ben.
Szimbolikus tartalommal telítettek nemcsak festményei, hanem szobrai, szőnyegei és fametszetei is. Tevékeny művészetkritikai és szépirodalmi munkásságot fejtett ki, szerkesztette a La rénovation esthétique című folyóiratot. Alkotásai napjainkban is igen keresettek, ritkán és magas áron cserélnek gazdát.

## Bretoni képeiből

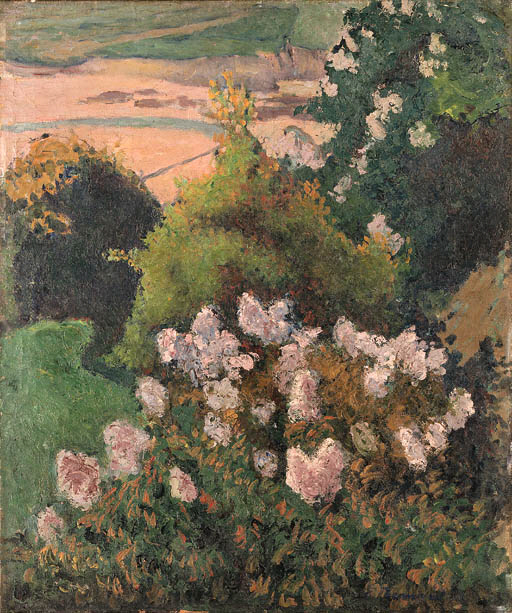
Tájkép (St. Briac, 1886)
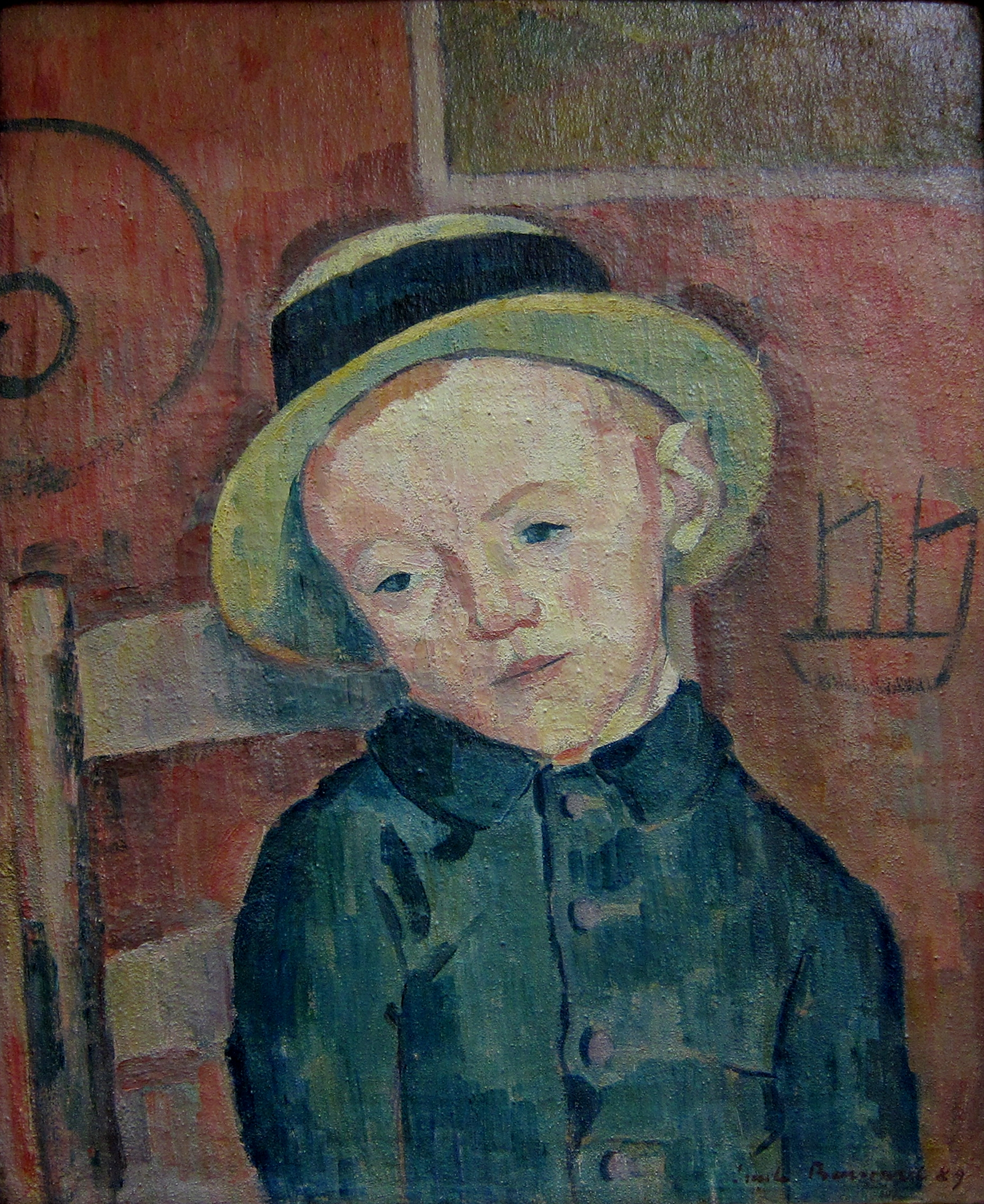
Kisfiú portréja kalapban (1889)
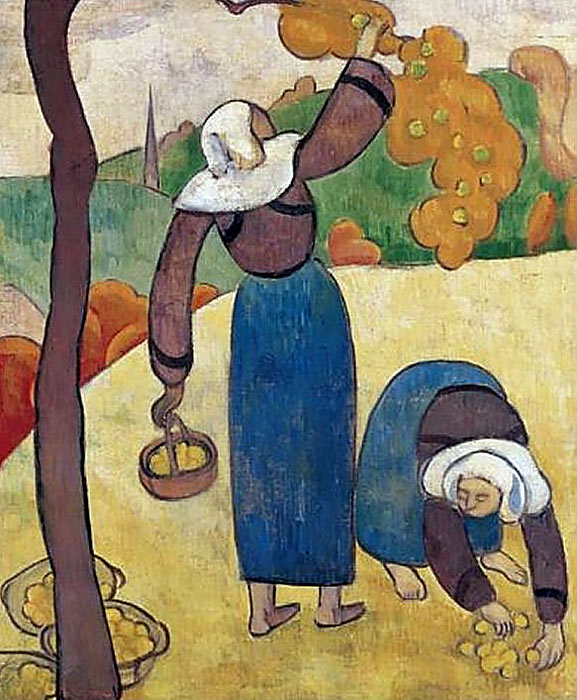
Breton parasztasszonyok (1889)
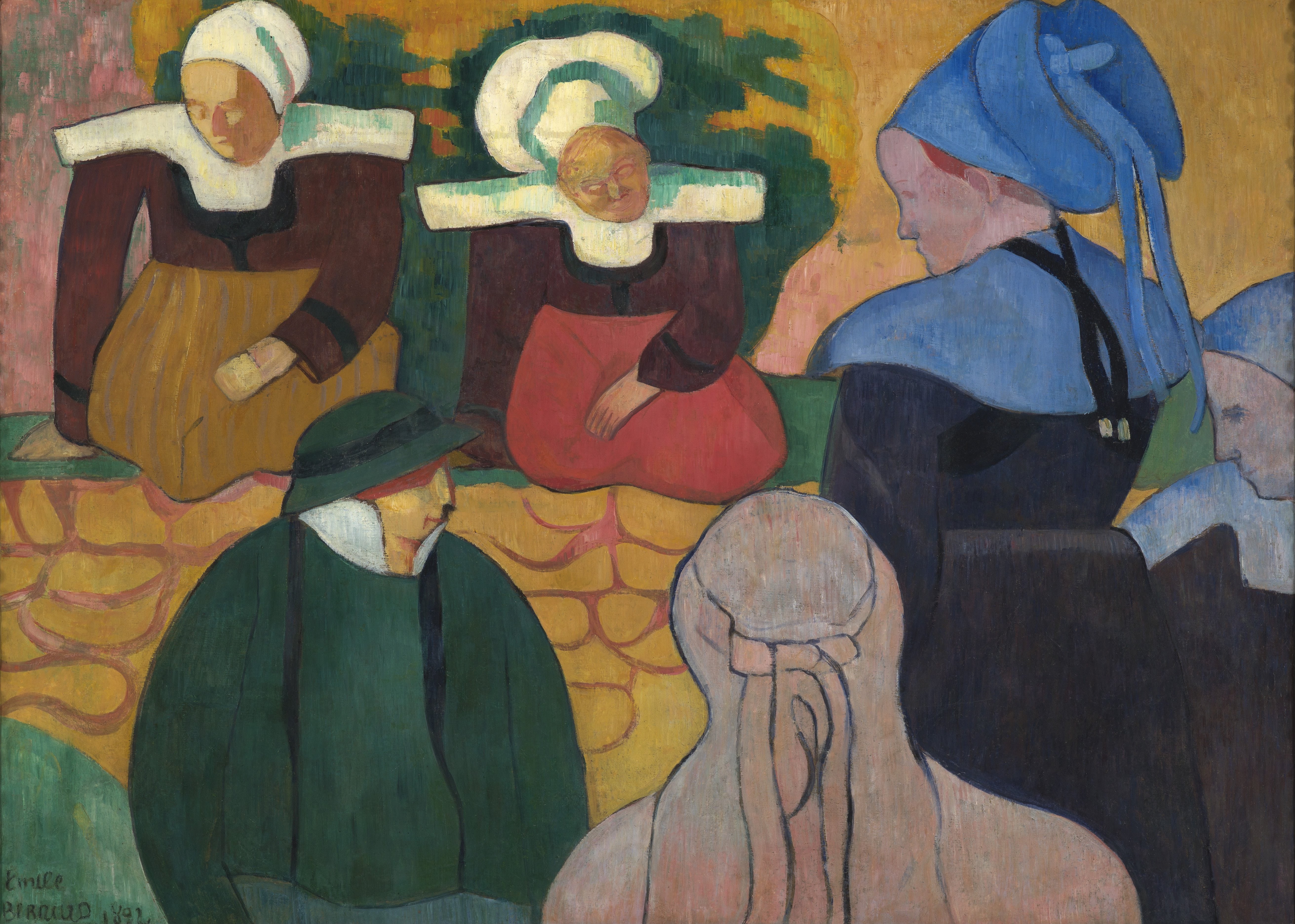
Breton nők a falnál (1892)
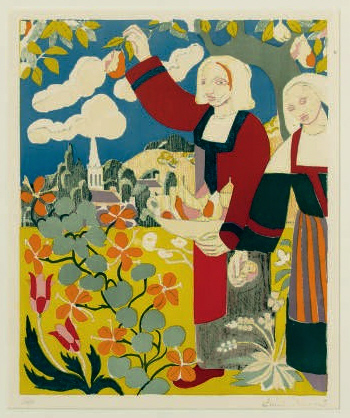
Breton gyümölcsszedők (litográfia, 1941)

## Fordítás
- Ez a szócikk részben vagy egészben  az   Émile Bernard (Maler) című német Wikipédia-szócikk fordításán alapul.  Az eredeti cikk szerkesztőit annak laptörténete sorolja fel. Ez a jelzés csupán a megfogalmazás eredetét és a szerzői jogokat jelzi, nem szolgál a cikkben szereplő információk forrásmegjelöléseként.